# Valószínűségi mező
A valószínűségi mező a valószínűségszámítás egyik legfontosabb fogalma. Olyan folyamatokat (vagy „kísérleteket”) modellez, amelyeknek köze van a véletlenhez.

## Definíció
A rövid definíció szerint a valószínűségi mező egy olyan mértéktér, ahol a teljes tér mértéke 1. Bővebben:
Legyen {\displaystyle \Omega } tetszőleges halmaz. Ha a {\displaystyle {\mathcal {P}}(\Omega )} hatványhalmaz egy {\displaystyle {\mathcal {A}}} részhalmaza {\displaystyle ({\mathcal {A}}\subseteq {\mathcal {P}}(\Omega ))} σ-algebra, azaz
- {\displaystyle \emptyset \in {\mathcal {A}}}, vagyis az üreshalmaz {\displaystyle {\mathcal {A}}}-beli,
- minden {\displaystyle A\in {\mathcal {A}}} halmaz esetén {\displaystyle \Omega \setminus A\in {\mathcal {A}}}, vagyis az {\displaystyle \Omega }-ra vett komplementer halmaz is {\displaystyle {\mathcal {A}}}-beli, és
- minden {\displaystyle (A_{n})\subseteq {\mathcal {A}}} halmazsorozat esetén {\displaystyle \bigcup _{n=1}^{\infty }A_{n}\in {\mathcal {A}}},

és létezik egy {\displaystyle P:{\mathcal {A}}\to [0,1]} mérték, hogy
- {\displaystyle P(\emptyset )=0},
- {\displaystyle P(\Omega )=1}, és
- minden {\displaystyle (A_{n})\subseteq {\mathcal {A}}} páronként diszjunkt halmazokból álló halmazsorozat esetén {\displaystyle P\left(\bigcup _{n=1}^{\infty }A_{n}\right)=\sum _{n=1}^{\infty }P(A_{n})},

akkor az {\displaystyle (\Omega ,{\mathcal {A}},P)} hármast valószínűségi mezőnek nevezzük.

Szerencsekerék modellezése valószínűségi mezővel: az összes lehetséges kimenetel itt. Az alaphalmaz részhalmazainak valószínűségét szektora szögének a teljesszöghöz (360°) viszonyított nagysága adja meg

Ez a definíció azt is jelenti, hogy a valószínűség fogalma tisztán axiomatikus felírással is kezelhető, és nemcsak empirikusan – ahogy azt von Mises leírta. Alapvető az a gondolat, hogy a véletlen kísérlet összes kimenetét egymást kizáró eseményekként adjuk meg. Például egy szerencsekerék csak egy pozícióban állhat meg, ami egy adott null pozícióhoz képest mérhető. A mellékelt kép által mutatott példában csak az 1, 2, 3 számokhoz tartozó tartományokban állhat meg; egy mechanizmus akadályozza meg, hogy pont két szám határára essen (aminek egyébként is nulla a valószínűsége). Emiatt nem következhet be két elemi esemény, ezek diszjunktak. Ez alapozza meg az összeadási tétel kiterjesztését: Véges sok, egymást kölcsönösen kizáró esemény együttes valószínűsége az egyes események valószínűségeinek összege.

## Elnevezések
- Az {\displaystyle \Omega } halmaz eseménytér.

Az {\displaystyle \omega \in \Omega } elemeket kimeneteleknek, vagy néha pongyolán elemi eseményeknek nevezzük; bár elemi eseménynek inkább az ezeket egyetlen elemként tartalmazó halmazokat célszerű nevezni, hiszen a {\displaystyle P} mértékfüggvény halmazokon értelmezett, lásd alább.
- Az {\displaystyle {\mathcal {A}}\subseteq {\mathcal {P}}(\Omega )} σ-algebra az eseményalgebra.

Az {\displaystyle A\in {\mathcal {A}}} halmazok események.
Az egyetlen lehetséges kimenetelt tartalmazó {\displaystyle A_{i}=\{\omega _{i}\}} halmazok az elemi események
- A {\displaystyle P:{\mathcal {A}}\to [0,1]} mértékfüggvény a valószínűségi mérték, röviden a valószínűség.

Az {\displaystyle \Omega \in {\mathcal {A}}} esemény biztos esemény, mert {\displaystyle P(\Omega )=1}.
Az {\displaystyle \emptyset \in {\mathcal {A}}} esemény lehetetlen esemény, mert {\displaystyle P(\emptyset )=0}.
Az {\displaystyle {\overline {A}}=\Omega \setminus A\in {\mathcal {A}}} esemény az {\displaystyle A\in {\mathcal {A}}} esemény komplementere.
- Az {\displaystyle (\Omega ,{\mathcal {A}},P)} hármast valószínűségi mezőnek vagy valószínűségi térnek nevezzük.

## Példák

### Példák diszkrét valószínűségi mezőre
Általánosabban, diszkrét valószínűségi mezőről van szó, ha az eseménytér véges vagy megszámlálhatóan végtelen, és eseményalgebrája a hatványhalmaz, vagyis {\displaystyle {\mathcal {A}}={\mathcal {P}}(\Omega )}. Ebben az esetben nincsen szükség a σ-algebra fogalmának bevezetésére, {\displaystyle (\Omega ,P)} diszkrét valószínűségi mezőről beszélhetünk.

#### Klasszikus valószínűségi mező
Legyen {\displaystyle \Omega } véges halmaz, {\displaystyle {\mathcal {A}}={\mathcal {P}}(\Omega )} és minden {\displaystyle A\in {\mathcal {P}}(\Omega )} halmaz esetén {\displaystyle P(A)={\frac {|A|}{|\Omega |}}}. Ekkor az {\displaystyle (\Omega ,{\mathcal {P}}(\Omega ),P)} valószínűségi mezőt klasszikus valószínűségi mezőnek nevezzük.
Akkor is beszélnek diszkrét valószínűségi mezőről, ha az {\displaystyle \Omega } eseménytér tetszőleges, de a valószínűségek mindig egy véges vagy megszámlálhatóan végtelen halmaz elemeit veszik fel, azaz ennek a halmaznak 1 a valószínűsége.

#### Bernoulli-mező
Ha az alaphalmaz, {\displaystyle \Omega =\{0,1\}} a valószínűségek pedig {\displaystyle P(\{0\})=p,P(\{1\})=1-p}, akkor Bernoulli-mezőről van szó.

#### Poisson-eloszlásból származtatott
A természetes számok halmaza, mint eseménytér, azaz {\displaystyle \mathbb {N} =\{0,1,2,\dots \}}, minden természetes szám lehetséges kimenetel. 
Az események ennek véges vagy megszámlálható végtelen részhalmazai.
Valószínűségi mérték lehet a {\displaystyle P_{\lambda }} Poisson-eloszlás. A {\displaystyle \{k\}} szám valószínűsége {\displaystyle P_{\lambda }(k)={\frac {\lambda ^{k}}{k!}}\,\mathrm {e} ^{-\lambda }}, ahol  {\displaystyle \lambda } pozitív paraméter.
Ezzel {\displaystyle (\mathbb {N} ,{\mathcal {P}}(\mathbb {N} ),P_{\lambda })} diszkrét valószínűségi tér.

### Geometriai valószínűségi mező
Legyen {\displaystyle \Omega \subset \mathbb {R} ^{n}} olyan Lebesgue mérhető halmaz, amelynek Lebesgue-mértéke {\displaystyle \lambda (\Omega )} véges, {\displaystyle {\mathcal {A}}={\mathcal {L}}(\Omega )} az {\displaystyle \Omega } halmaz Lebesgue mérhető részhalmazainak {\displaystyle \scriptstyle \sigma }-algebrája és minden {\displaystyle A\in {\mathcal {L}}(\Omega )} esemény esetén {\displaystyle P(A)={\frac {\lambda (A)}{\lambda (\Omega )}}}. Ekkor az {\displaystyle (\Omega ,{\mathcal {L}}(\Omega ),P)} valószínűségi mezőt geometriai valószínűségi mezőnek nevezzük.

#### Exponenciális eloszlásból származtatott
Az eseménytér a nemnegatív számok {\displaystyle \Omega =\mathbb {R} _{\geq 0}=[0,\infty )} halmaza.
Az események az {\displaystyle \Omega =\mathbb {R} _{\geq 0}=[0,\infty )} Borel-részhalmazai, azaz {\displaystyle {\mathcal {B}}(\mathbb {R} )\cap [0,\infty )={\mathcal {B}}([0,\infty ))}. Ezzel minden nyílt, zárt, félig nyílt intervallum, ezek egyesítése, metszete és komplementere esemény.
Valószínűségi mérték lehet az exponenciális eloszlás, ami minden {\displaystyle A} Borel-halmazhoz a
{\displaystyle P_{\mathrm {Exp} (\lambda )}(A)=\int _{A}\lambda \exp(-\lambda x)\mathrm {d} x}
valószínűséget rendeli, ahol {\displaystyle \lambda >0} paraméter.
Ezzel {\displaystyle ([0,\infty ),{\mathcal {B}}([0,\infty )),P_{\mathrm {Exp} (\lambda )})} valószínűségi mező.

### További példák
- Indukált valószínűségi mező, ami egy valószínűségi változó képtere, ellátva a valószínűségi változó eloszlásával mint valószínűséggel.
- Teljes valószínűségi mező, teljes mértéktér a valószínűséggel mint mértékkel.
- Szorzattér
- Szűrt valószínűségi mező, valószínűségi mező szűrővel.

## Fordítás
Ez a szócikk részben vagy egészben  a   Wahrscheinlichkeitsraum című német Wikipédia-szócikk fordításán alapul.  Az eredeti cikk szerkesztőit annak laptörténete sorolja fel. Ez a jelzés csupán a megfogalmazás eredetét és a szerzői jogokat jelzi, nem szolgál a cikkben szereplő információk forrásmegjelöléseként.